# Fire sange
Fire sange is een verzameling van vier liederen van Eyvind Alnæs. Alnæs verzorgde een toonzetting onder vier gedichten van vier verschillende schrijvers. Het opus bevat het populairste lied van Alnæs: De hundrede violiner (Noors voor Honderd violen), al is die populariteit beperkt tot Noorwegen.
De vier liederen zijn:
1. Se nu synker solen; tekst van Nils Collett Vogt
2. De hundrede violiner; tekst van Arnulf Øverland
3. Aa liva; tekst van Andres Vassbotn
4. Anne Knutsdotter; tekst van Claus Pavels Riis